# Killzone 3
Killzone 3 — відеогра, 3D шутер від першої особи, розроблений студією Guerrilla Games та виданий компанією Sony Computer Entertainment в 2011 році. Гра є ексклюзивом для ігрової приставки PlayStation 3 та прямим продовженням попередньої гри в серії, Killzone 2.

## Ігровий процес
Ігровий процес розвиває принципи Killzone 2. Гравець, виступаючи в ролі сержанта Томаса «Сева» Севченко, бореться шляхом стрілянини з ворогами хелґастами на планеті Хелґан. На відміну від попередніх ігор основної серії Killzone, в Killzone 2 протагоніст може керувати військовою технікою та користуватися реактивним ранцем. Було впроваджено систему автоматичних укриттів, яка дозволяє ховатися за різними об'єктами, щойно герой опиниться біля них.
Також була перероблена система ближнього бою, що отримала назву «жорстокий ближній бій» (Brutal Melee) — система включає нові, жорстокі атаки у ближньому бою, а також здатність комбінувати декілька атак у серію ударів (комбо).
В Killzone 3 також присутній багатокористувацький режим, у якому гравці традиційно поділені на дві команди — ІСА та хелґастів.

## Сюжет
Сюжет починається з того ж місця, де закінчилися події Killzone 2. В ході контратаки військ ІСА на планету Хелґан більшість військ загинула, а захопити лідера хелґастів Сколара Візарі живим не вдалося. Ворожі сили виявилися все ще досить великими, тож вцілілі війська ІСА поспіхом евакуюються. Томаса «Сева» Севченко та групу інших бійців, Нервіла, Ріко й Джемер, покидають на Хелґані.
Минає пів року, покинуті бійці ІСА ведуть партизанську боротьбу. Тим часом за владу над планетою борються адмірал Орлок і керівник компанії-виробника зброї Stahl Arms Джордан Сталь. На зборах сенату хелґастів Сталю відмовляють у використанні його нової зброї проти партизанів. Тоді він організовує власну армію.
Сев з капралом Кавасакі здійснюють вилазку до передавача, щоб відновити зв'язок з сусідньою планетою Векта. На місці вони з'ясовують, що хелґасти знайшли їхній табір, а Векта уклала перемир'я з Хелґаном. Командування ІСА наказує Севу і його прибічникам здатися. Той повідомляє про відмову і повертається з Кавасакі до партизанів. Однак, хелґасти страчують опір, а Сева з Нервілом беруть в полон.
Сталь публічно оголошує про захоплення вбивць Сколара Візарі. Ріко і Джамер вирушають врятувати їх і виявляють, що в хелґастів з'явилася нова потужна зброя на основі петруситу. Сев воз'єднується з Ріко і разом їм вдається визволити Нервіла, а також кількох солдатів, на яких випробовувалася зброя. Ріко й Сев зламують ворожий комп'ютер, із записів на якому виявляється, що Сталь планує послати до Землі особистий крейсер, обладаний петруситовою зброєю, здатною спустошити всю планету.
Сев, Ріко і Нервіл розкривають, що Орлок замислив убити Сталя при передачі його армії нової зброї та стати єдиним лідером хелґастів. Сталь настоює на тому, щоб Орлок підкорявся йому. Він викриває підступ Орлока та вбиває його перший. Ставши одноосібним лідером хелґстів, Сталь починає підготовку до атаки на Землю.
Вцілілі партизани пробиваються до космічного ліфта, щоб захопити крейсер Сталя. Сев, Ріко, Нервіл, Джамер та група інших бійців ІСА уникають переслідування крокуючою фортецею хелґастів і дістаються до ліфта. Захопивши два літаки, вони несподівано для ворогів обстрілюють крейсер і той падає в атмосферу планету. Сталь відновлює контроль над судном, але влучання Нервілом ракетою спричиняє вибух петруситової зброї на борту. Реакція поширюється на поклади петруситу в корі планети та швидко знищує більшість життя на поверхні. Вцілілі на орбіті бійці ІСА вирушають до Векти.
У сцені після титрів двоє хелґастів наближаються до місця падіння рятувальної капсули. Вони відкривають її та зустрічають невідому особу словами: «Вітаємо вдома, сер».

## Розробка

### Хронологія розробки
Вперше чутки про те, що Guerrilla Games працює над Killzone 3 з'явились у лютому 2009 року.
21 березня 2010 року Джек Треттон (англ. Jack Tretton) підтвердив, що ведеться робота над продовженням серії Killzone та пообіцяв надати більше інформації на виставці Electronic Entertainment Expo у Лос-Анджелесі.
Наприкінці травня 2010 року стали відомі перші подробиці ігрового процесу Killzone 3:
- з'являться джет-паки;
- з'являться нові види зброї;
- етапи стануть ще масштабнішими;
- гра буде підтримувати стереоскопічне 3D (але при ввімкненому 3D-режимі буде занижуватися якість текстур та роздільна здатність дисплею до 576p.

Дебютний трейлер Killzone 3 був опублікований 3 червня 2010 року.
15 червня 2010 року представники Guerrilla Games оголосили приблизну дату релізу гри — лютий 2011 року. Також було заявлено, що Killzone 3 буде підтримувати PlayStation Move.
16 червня 2010 року була представлена офіційна обкладинка гри.
3 вересня 2010 року стала відома точна дата виходу гри в Північній Америці — 23 лютого 2011 року.

### Підтримка PlayStation Move
Killzone 3 підтримує motion-контролер PlayStation Move, та аксесуар PlayStation Sharpshooter — вперше це було продемонстровано 18 серпня 2010 року, на виставці Gamescom, в Кельні.

## Просування в Україні
15 лютого 2011 року за тиждень до початку продаж Killzone 3 в Україні, на порталі Tochka.net розпочався конкурс демотиваторів, з головним призом — Killzone 3: Helghast Edition. Підсумки конкурсу та проголошення переможця пройшли в день українського релізу, 23 лютого 2011 року.
26 березня 2011 року у комп'ютерному клубі «Київ Кіберспорт Арена» пройшли змагання по Killzone 3 з використанням PlayStation Move та PlayStation Sharpshooter
.

## Сприйняття
| Агрегатор    | Оцінка               |
| ------------ | -------------------- |
| GameRankings | 87.47 % (19 reviews) |
| Metacritic   | 85/100 (44 reviews)  |

| Видання                            | Оцінка       |
| ---------------------------------- | ------------ |
| 1Up.com                            | B+           |
| Eurogamer                          | 8/10         |
| Game Informer                      | 9/10         |
| GameSpot                           | 8.5/10       |
| GameTrailers                       | 9.4/10       |
| IGN                                | 8.5/10       |
| Pocket Gamer                       | 8,4/10(рос.) |
| PlayStation: The Official Magazine | 10/10        |
| X-Play                             | [ 25 ]       |

Killzone 3 отримала «загалом позитивні відгуки», згідно з агрегатором рецензій Metacritic. Середня оцінка гри склала 85 балів зі 100.
Ентоні Ґаллеґос у IGN описав, що попри нудних персонажів і ненатхненний сюжет, проходити кампанію захопливо завдяки дизайну рівнів, наближеному до реального світу, анімаціям, інтенсивним сутичкам і темпу оповіді. Та найбільше задоволення приносить багатокористувацька гра, що отримала помітні вдосконалення, порівняно з Killzone 2.
Згідно з Деном Вайтгедом із Eurogamer, «Шанувальникам Killzone 2 сподобається вдосконалена багатокористувацька гра, але вони можуть виявити, що одиночна сторона справи втратила багато своєї ідентичності». Третя Killzone явно черпала натхнення в таких іграх, як Call of Duty, Halo та Gears of War, тому відповідає очікуванням від сучасного шутера, та в той же час їй бракує єдиного стилю.